# Famille de Vuippens
La famille de Vuippens est une famille de seigneurs fribourgeois.

## Histoire
La famille est issue des seigneurs de Corbières,,. La famille est une des plus importantes de l'entourage de l'évêque de Lausanne. En 1225, le seigneur de Vuippens appuie Aymon de Faucigny dans sa tentative de s'emparer de l'avouerie de l'évêché de Lausanne. En 1244, Ulrich de Vuippens fait partie des médiateurs qui préparent l'accord entre Jean de Cossonay et la maison de Savoie.

## Possessions

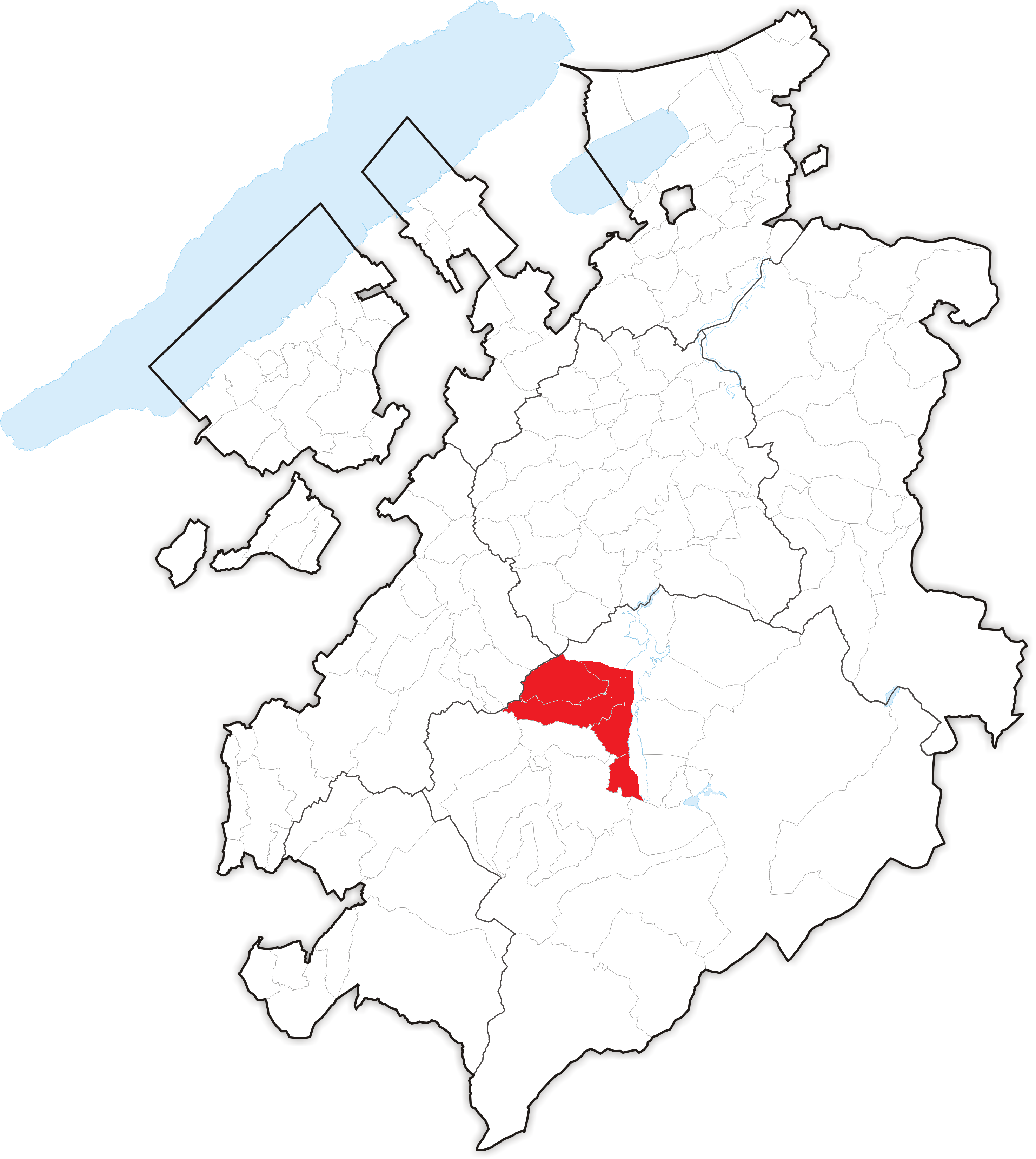
Carte de la seigneurie de Vuippens

La famille possédait le château de Vuippens.
La seigneurie de Vuippens était composée de Vuippens, Echarlens, Morlon, Marsens, Sorens et Gumefens. Les Vuippens possédaient également l'avouerie de l'abbaye d'Humilimont.

## Les Vuippens à Fribourg
De nombreux membres de la famille ont exercé des charges au sein de l'administration fribourgeoise. Par exemple, Jean de Vuippens fut avoyer de Fribourg de 1372 à 1373, de 1379 à 1384 et de 1387 à 1392. Rodolphe de Vuippens a exercé la même charge de 1456 à 1459 et de 1471 à 1475.

## Filiation
- Ulrich de Vuippens, premier de la lignée[6], fils de Pierre de Corbières[2].
  - Pierre de Vuippens, fils d'Ulrich[2].
  - Vuillelme de Vuippens, fils d'Uldric[2].
- Gérard/Girard de Vuippens, évêque de Lausanne[2],[12].
- Jehanne de Vuippens, épouse d'Henri d'Estavayer[2].
- Jehan Ier de Vuippens[2]
  - Pierre II de Vuippens, fils de Vuillelme[2].
- Rodolphe Ier de Vuippens, époux d'Ysabelle de Lutry[2].
- Conon de Vuippens[2]
- Nicolas d'Éverdes, curé de Châtel-St-Denis[2].
- Uldric II d'Éverdes[2]
- Aymon Ier de Vuippens[2]
- Girard II de Vuippens[2]
- Vuillelme II de Vuippens, frère d'Aymon et Girard[2].
- Girard III de Vuippens, co-seigneur de Vuippens[2]
  - Jehannette de Vuippens, fils de Girard[2].
- Pierre III de Vuippens[2]
- Jehan III de Vuippens, co-seigneur de Vuippens[2]
- Rodolphe II de Vuippens, co-seigneur de Vuippens[2]
- Othon d'Éverdes, époux de Beatrix[2].
- Françoise d'Éverdes, fille d'Othon et épouse de Pierre de Langin[2].
- Marguerite d'Éverdes, sœur de Françoise et épouse d'Aimé (Aymonet) de Blonay[2].
- Jehannette, sœur des deux précédentes[2].
- Jaquète de Vuippens, fille de Girard. Elle épouse Rodolphe de Prez puis Pierre de Lornay[2].
- Aymon de Vuippens, fils de Girard. Il épouse Jaquète de Cully[2].
- Jehannette de Vuippens[2]
- Girard IV de Vuippens, cité entre 1439 et 1482[2].
- Claudine de Vuippens, épouse d'Henri d'Estavayer[2].
- Jehan IV de Vuippens, cité entre 1383 et 1398[2].
- Pierre IV de Vuippens, frère du précédent. Il est reçu bourgeois de Fribourg. Il épouse Jaquete de Duens[2].
- Girarde de Vuippens, fille d'Aymon et épouse de Rodolphe de Vuippens[2].
- Jehan V de Vuippens, époux de Françoise de Colombier[2]
- Girard V de Vuippens, époux de Jeanne de Gruyère, bâtarde du comte François[2].
- Rodolphe III de Vuippens, lieutenant de l'avoyer de Fribourg en 1480-1481 et conseiller de Fribourg en 1480, 1482 et 1486[2].
- Alexie de Vuippens, épouse de Pierre de Corbières[2].
- Girarde de Vuippens, religieuse puis prieure du couvent de la Fille-Dieu[2].
- François Ier de Vuippens[2]
- Girard VI de Vuippens, fils de Jean et Françoise de Colobier[2].
- Loys de Vuippens, frère du précédent[2].
- Aymon III de Vuippens, frère des précédents[2].
- Jaquemette de Vuippens, épouse de Vuillelme de Praroman[2].
- Nicolas de Vuippens, seigneur de Vivier[13]
- Luquette de Vuippens[13]
- Nicolas II de Vuippens, chanoine de Lausanne[13].
- Huguet de Vuippens[13]
- Rolet de Vuippens[13]
- Agnès de Vuippens[13]